# Two Weeks Last Summer
Two Weeks Last Summer is het eerste solomuziekalbum van de Britse zanger en gitarist Dave Cousins. Zijn band Strawbs begint zijn folk-jasje langzaam in te ruilen voor meer symfonische rock en komt langzaam op stoom met het album hier voor Grave New World en hierna Bursting at the Seams. Ondertussen vindt Cousins nog tijd om een soloalbum af te leveren. Hij keert met dat soloalbum terug naar zijn basis; de muziek is meer folkrock dan de Strawbs-albums van die tijd. Het is een overgangsalbum. Rick Wakeman speelt nog mee, terwijl die de band op dat tijdstip al verlaten heeft; Dave Lambert zingt mee, terwijl die officieel nog niet in de band zit.
Opnamen vonden plaats in juni 1972 in The Manor, Kidlington, Oxford.

## Musici
- Dave Cousins – zang, gitaar, piano (alle tracks);
- Rick Wakeman – toetsen (track 3, 8)
- Roger Glover – basgitaar (Deep Purple) (track 1, 3, 6, 8)
- Jon Hiseman – slagwerk (track 3; 6, 8)
- Miller Anderson – gitaar (track 3, 6, 8, 9)
- Dave Lambert – zang (track 3 ,6, 10)
- Robert Kirby – arrangementen (track 4, 5 met blaasseptet)
- Tom Allom – toetsen (track 1)
- Tom Newman – achtergrondzang (later bekend van Mike Oldfield).

## Muziek
Allen van Cousins:

| Nr. | Titel                                                        | Duur |
| --- | ------------------------------------------------------------ | ---- |
| 1.  | Two weeks last summer                                        | 3:07 |
| 2.  | October to may                                               | 2:27 |
| 3.  | Blue angel (I: Divides, II: Half worlds apart, III: At rest) | 9:48 |
| 4.  | The world                                                    | 1:45 |
| 5.  | That’s the way it ends                                       | 1:15 |
| 6.  | The actor                                                    | 4:28 |
| 7.  | When you were a child                                        | 3:02 |
| 8.  | Ways and means                                               | 4:22 |
| 9.  | We’ll meet again sometime                                    | 4:48 |
| 10. | Going home                                                   | 3:24 |

Blue angel werd later een albumtitel van Strawbs). Going home werd later pas toegevoegd; er moest in Engeland een single (B-kant Ways and means) (15 september 1972) komen. Origineel zou Dave Lambert het zingen, maar Cousins heeft zijn eigen stem over die Lambert gezet, later zou hij er spijt van hebben, al was het destijds in goed overleg. Op het album wordt vermeld, dat Cousins het alleen speelt met Lampoon. Geruchten gaan dat dit de eerste compositie is met de toen nieuwe samenstelling van Strawbs: Cousins, Lambert, Blue Weaver (toetsen), John Ford (basgitaar) en Richard Hudson (slagwerk); de partij voor de toetsen lijkt meer op de stijl van Weaver dan van Wakeman.

## Nasleep
Het album deed voor wat betreft commercie nauwelijks iets. Anders dan de albums van Strawbs volgde dan ook geen A&M-release op compact disc van het album. Daarvoor moest Cousins via Witchwood Media zelf zorg dragen. In 2019 volgde opnieuw een heruitgave via Esoteric Recordings met vijf bonustracks, dat omstreeks die tijd ook albums van Strawbs heruitbracht. Paul Rijkens van IO Pages wijst bij die heruitgave op dit vergeten werkje met orgelspel van/met Rick Wakeman.